# Evergetisme
Evergetisme of euergetisme is financiële filantropie ten behoeve van de gemeenschap, en is in het bijzonder verbonden met de klassieke oudheid.
Evergetisme gebeurde wanneer een welvarend persoon, zonder hiervoor iets terug te krijgen, een schenking deed aan een stad. De stad kon daarmee bijvoorbeeld theaters bouwen, wallen optrekken of tempels oprichten. Eigenlijk was het niet de stad die de gebouwen oprichtte, maar deden de weldoeners dit rechtstreeks. De weldoener had meestal geen directe beloning maar kreeg wel prestige; tijdens de hellenistische periode was evergetisme een middel van de absolute heersers om zich te profileren. Deze heersers verwachtten in ruil daarvoor wel welwillendheid.
Tijdens de Pax Romana werd het evergetisme de economische motor van de Romeinse steden en gemeenten. Rijke en vooraanstaande families investeerden graag in de stad: niet de stad maar de families organiseerden spelen. Niet de stad maar families bouwden vele gebouwen. In ruil daarvoor kregen ze prestige en maakten ze zich populair. Op die manier verwierven ze politieke macht, en daar betaalden ze ook graag voor. Vanaf de crisis van de derde eeuw waren de rijke families niet langer bereid hun geld weg te schenken.